# Валентин Дишев
Валентин Дишев е български поет, издател, визуален артист, преподавател по рефлексивна хуманитаристика и журналист.

## Биография
Валентин Дишев е роден на 7 май 1962 г. в Благоевград. Завършва Софийския университет „Климент Охридски“, специалност „Философия“ (1982 – 1987). Специализант и докторант по философия в СУ „Климент Охридски“ (1987 – 1990).
От създаването му (вж.) и до 1994 г. е заместник главен редактор на списание „Критика и Хуманизъм“, главен редактор на „Годишник на Центъра за критически изследвания и хуманитарно знание“. Хоноруван асистент в катедра „Философия“ при „Философски факултет“ на СУ „Св. Климент Охридски“ и в катедра „Етнология и социология“ на Пловдивския университет „Паисий Хилендарски“. От 2002 г. работи като редактор в БНР – Радио Благоевград, а от октомври 2012 г. до юни 2017 г. отново преподава в ПУ „Паисий Хилендарски“ (катедра „Социология и науки за човека“). От ноември 2017 г. до май 2019 г. е главен редактор на издателство „Панорама“ (при Съюза на преводачите в България). Основател на ArsMedia – платформа с мултимедийно съдържание за вести и събития от литературния живот – 2015 г., основател на Издателство "Ars" (2007 г.) и съосновател на Издателство Scribens и "Хралупата" – бутик за думи, образи и смисъл" (пространство за култура и дебат) през 2017 г. Инициатор и съосновател на "Национален литературен фестивал "Глоси" (2007 г.) и "София ГлосиФест" (2018 г.).
Има три самостоятелни изложби с фотографии и картини, както и няколко участия в „общи изложби“. .
Член на журито на националната Славейкова награда за лирично стихотворение за 2010 г., член на журито на националния литературен конкурс за поезия „Биньо Иванов“ за 2014 г.; член на журито на Националния младежки литературен конкурс „Си искам живота“ през 2016 г., и на Национална награда „На слънце време“ през 2017 г., постоянен член на Колегията на Национална награда за литература „Памет“ и член на журито на наградата в нейните пет издания до 2018 година.  Член е на СБЖ.

## Журналистическа дейност
Валентин Дишев е създател на сайтовете Dictum и "Кръстопът" (мултимедийни списания за литература), които постепенно се превръщат в едни от влиятелните медии за съвременна българска литература.
Паралелно с работата си по сайтовете Дишев продължава да води свои предавания в БНР – Радио Благоевград. През 2013 г. за „Страници“ – седмично обзорно предаване за събитията в литературата и литературата като събитие – е удостоен с Националната награда „Христо Г. Данов“ за принос в националната книжовна култура в категория „Представяне на българската книга“.

## Творчество
Публикувал е специализираните си текстове в сп. „Социологически преглед“, „Философска панорама“, „Младеж и общество“, „Критика и хуманизъм“, а през 1991 г. есето му „Homo Liber“ е издадено като самостоятелна книга.
Поетичните му текстове са публикувани в списанията „Съвременник“, „Море“, „Пламък“, „Глоси“, вестниците „Литературен вестник“, „Новият Пулс“, „Антимовски хан“, „Компас“ и много други традиционни и електронни издания.
През 2006 – 2007 г. публикува „Журналистът“ (междужанров експеримент) и проекта „Четири“,  издаден в четири поетични книги: „Квадриги“, „Кап(ища)“, „Квадрати“, „Послесловия“. Следват „RES (или палеонтология на поетическото тяло)“ (2010) , „С – малка бяла книга за незаглъхващи перкусии“ (2010 г., в съавторство с Левена Филчева) , „Ортелий“ (2011) , „Маргьорит (и други регистри)“ (2013)  и „Тиха книга“ (2014) . През месец септември 2014 г. трите последни книги са преиздадени в прередактиран и допълнен вариант, вписани в трилогията „Тезей“ . Следват „Янус“, Exodus и Deixis.

Негови текстове са превеждани и публикувани на английски, руски, словенски, сръбски, македонски, испански, арабски и урду.

## Награди
- 2008 – Специална награда от II Национален литературен конкурс за поезия „Биньо Иванов“[18]
- 2010 – Годишна награда на Академия Liber „За медиен принос в подкрепата за развитието на българската литература“, присъдена за втори път на авторското му предаване за литература по БНР – Радио Благоевград „Страници“.[19]
- 2011 – Номинация за Националната награда за поезия „Иван Николов“ за книгата „Ортелий“ [20],
- 2013 – Номинация за Националната награда за поетическа книга „Иван Николов“ за книгата „Маргьорит (и други регистри)“[21].
- 2013 – Национална награда „Христо Г. Данов“ за принос в националната книжовна култура в раздел „Представяне на българската книга“ за „Страници“ (като автор на предаването на БНР – Радио Благоевград)[22]
- 2014 – Номинация за Национална награда „Христо Фотев“[23] за книгата „Маргьорит (и други регистри)“.
- 2015 – Номинация за Национална награда „Христо Г. Данов“ за принос в националната книжовна култура в раздел „Художествена литература“ за трилогията „Тезей“ [24]
- 2015 – Годишна награда на Академия Liber „За медиен принос в подкрепата за развитието на българската литература“, присъдена за трети път на авторското му предаване за литература по БНР – Радио Благоевград „Страници“.[25]
- 2016 – Номинация за Национална награда „Христо Фотев“[26] за трилогията „Тезей“.
- 2016 – Специална награда за цялостно творчество от Х Национален литературен конкурс за поезия „Биньо Иванов“[27]
- 2017 – Номинация („разширена листа“) за Годишната награда „Ваня Константинова“ [28] за „Покрив (и други основания)“.
- 2017 – Номинация за Национална награда „Христо Г. Данов“ за принос в националната книжовна култура в раздел „Електронно издаване и нови технологии“ за издателските проекти на „АрсМедия“ – електронните списания за литература „Кръстопът“ и DICTUM (като създател на АрсМедия и главен редактор на изданията)[29]
- 2017 – Номинация за Националната награда за поезия „Иван Николов“ за книгата „И го живея“ [30].
- 2017 – Национална награда за поезия „Иван Николов“ за книгата „И го живея“ [31].
- 2018 – Номинация за Национална награда „Христо Г. Данов“ за принос в националната книжовна култура в раздел „Електронно издаване и нови технологии“ за електронните списания за литература „Кръстопът“ и DICTUM (като главен редактор на изданията и мажоритарен собственик на издаващото дружество).[32]
- 2019 – Две номинации за Национална награда „Христо Г. Данов“ за принос в националната книжовна култура: в раздел "Представяне на българската книга" (като един  от създателите и ко-мениджър на "Хралупата", пространство за култура) и – 2. – в раздел „Електронно издаване и нови технологии“ като основател и редактор на "Кръстопът" и DICTUM).[33]
- 2020 – Номинация за Национална награда „Христо Г. Данов“ за принос в националната книжовна култура: в раздел "Представяне на българската книга" (като един  от създателите и ко-мениджър на "Хралупата").[34]
- 2021 – Две номинации за Национална награда „Христо Г. Данов“ за принос в националната книжовна култура: в раздел "Българско издателство" – с мотивация – "за цялостен принос в издаването на литература от български автори, с акцент върху откриването и инвестицията в таланта на дебютиращи автори" за групата на издателствата "Арс" и Scribens (като мажоритарен собственик на издаващите дружества и главен редактор на "Арс"); и – 2. – в раздел „Представяне на българската книга“ за "Хралупата" – бутик задуми, образи и смисъл" (като съосновател и ко-мениджър).[35]
- 2022 – Награда "Златно перо" на Съюза на българските журналисти за принос към българската журналистика (и подкрепата за българската литература).[36]
- 2023 – Награда „Орфеев венец“ за високи постижения в съвременната поезия.[37]